# Jamaica, Land We Love
Jamaica, Land We Love este imnul național al Jamaicăi.